# Giorgi (Einheit)
Das Giorgi (Einheitenzeichen: G), benannt nach dem italienischen Physiker Giovanni Giorgi, wurde 1938 von der International Electrotechnical Commission (IEC) als Maßeinheit für den Magnetischen Leitwert vorgeschlagen, jedoch vom Internationalen Büro für Maß und Gewicht (BIPM) abgelehnt.
1 G = 1 Henry

1950 schlug dann die IEC wiederum vor die Maßeinheit der Magnetischen Flussdichte mit Giorgi zu benennen, was ebenfalls vom BIPM abgelehnt wurde.
1 G = 1 Tesla